# مطار نادي الدولي
مطار نادي الدولي (إياتا: NAN، إيكاو: NFFN) هو المطار الدولي الرئيسي في جمهورية فيجي ومركز عمليات شركة خطوط الباسيفيك الجوية.يقع على الساحل على الجانب الغربي من الجزيرة الرئيسية فيتي ليفو . وهي المحور الرئيسي لخطوط فيجي الجوية وفرعها المحلي والإقليمي فيجي لينك يقع المطار في ناماكا على بعد 10 كيلومترات من مدينة نادي، وعلى بعد 20 كيلومترا من لاوتوكا. في 2016، استقبل المطار 2،697،504 مسافرين بين رحلات دولية وداخلية.

## الحوادث
19 مايو 1987 - أثناء التزود بالوقود على مدرج المطار اختطفت رحلة طيران نيوزيلندا رقم 24. وبعد ركوب الطائرة بالمتفجرات، طالب الخاطف بالإفراج عن رئيس الوزراء المخلوع تيموسي بافادرا و27 وزيرا من الإقامة الجبرية. في النهاية، تمكن طاقم الطائرة من التغلب على الخاطف، دون الإبلاغ عن وقوع إصابات أو وفيات.

## شركات الطيران والوجهات

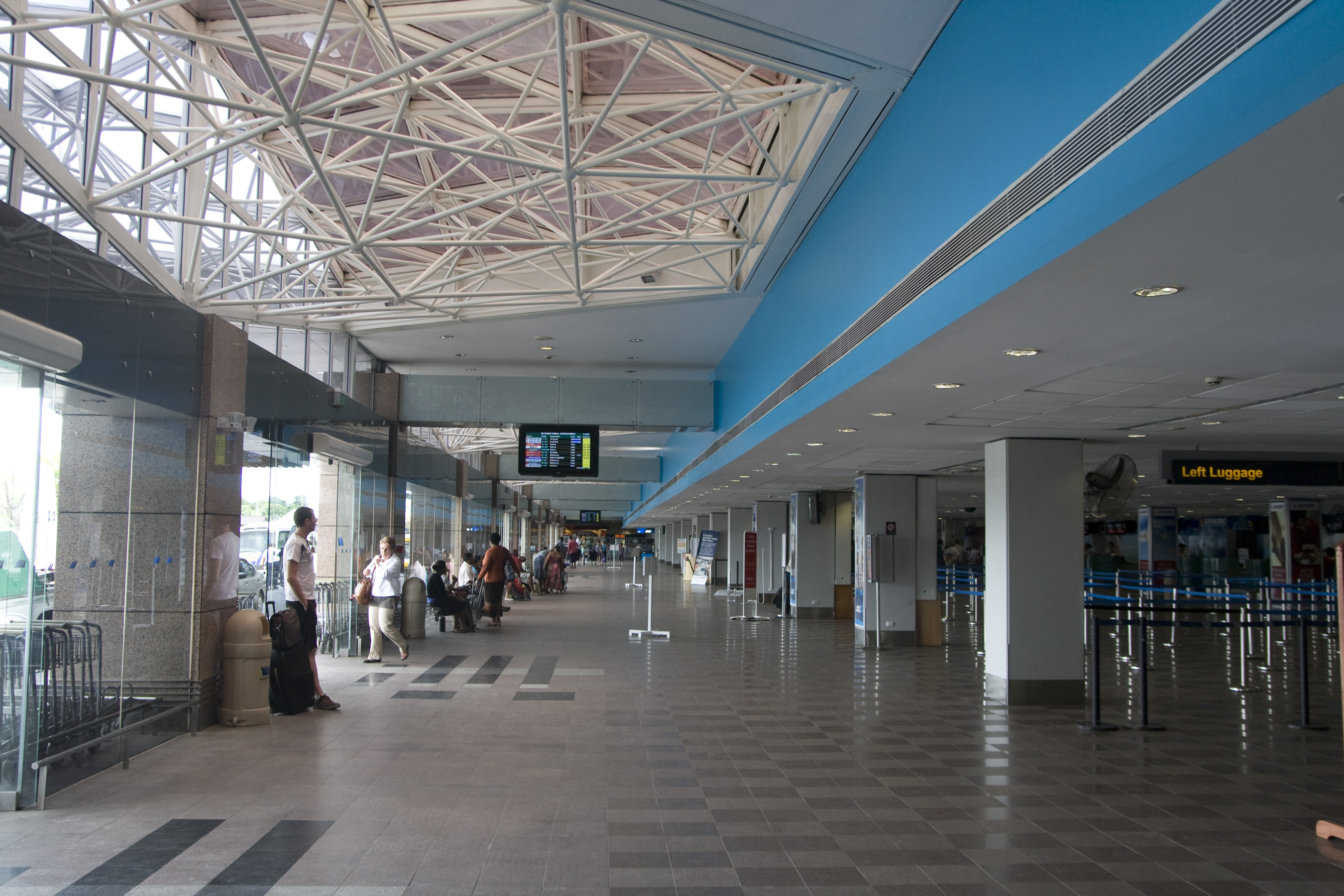
الصالة الدولية عام 2010

| شركـات طيـران              | الوجهات |
| -------------------------- | --- |
| طيران نيوزيلندا            | مطار أوكلاند الدولي |
| Air Niugini                | مطار هونيارا الدولي، مطار جاكسونز الدولي |
| Air Vanuatu                | Port Vila ‏ |
| إيركالين                   | مطار لا تونتوتا الدولي، Wallis Island ‏ |
| خطوط فيجي الجوية           | Adelaide، مطار فاليولو الدولي، مطار أوكلاند الدولي، مطار بريزبان، مطار كانبرا (تستأنف 21 يوليو 2023)، مطار كرايستشيرش الدولي، Funafuti، مطار هونغ كونغ الدولي، مطار هونيارا الدولي، مطار هونولولو الدولي، Kiritimati، مطار لوس أنجلوس الدولي، مطار ملبورن الدولي، Nuku'alofa، Port Vila ‏، مطار سان فرانسيسكو الدولي، مطار شانغي سنغافورة، مطار سيدني، مطار بونريكي الدولي، مطار ناريتا الدولي، مطار فانكوفر الدولي، مطار ويلينغتون الدولي |
| Fiji Link                  | مطار فونيسي، مطار لاباسا، مطار روتوما، مطار سافوسافو، مطار ناوسوري الدولي، مطار ماتي، Vavaʻu |
| Hibiscus Air               | Pacific Harbour |
| خطوط جيت ستار الجوية       | مطار سيدني |
| خطوط ناورو الجوية          | مطار ناورو الدولي، مطار بونبي الدولي ‏ |
| Northern Air ‏              | مطار جاو، مطار كورو، مطار لاباسا، مطار لاوكالا، مطار ليفوكا، مطار موالا، مطار روتوما، مطار سافوسافو، مطار ناوسوري الدولي، مطار ماتي |
| Pacific Island Air         | مطار مالولو ليلى، مطار جزيرة مانا |
| كانتاس                     | مطار سيدني |
| Solomon Airlines           | مطار هونيارا الدولي، Port Vila ‏ |
| خطوط فيرجن أستراليا الجوية | مطار بريزبان، مطار ملبورن الدولي، مطار سيدني |